# یوکا ولی (کالیفرنیا)
یوکا ولی (به انگلیسی: Yucca Valley) شهری در شهرستان سن برناردینو، کالیفرنیا ایالت کالیفرنیا است که در سرشماری سال ۲۰۱۰ میلادی، ۲۰۷۰۰ نفر جمعیت داشته است.